# Greg Siamoa
Greg Siamoa, né le 20 avril 2003 à Melbourne en Australie, est un footballeur international samoan. Il joue au poste d'attaquant au Life FC.

## Biographie

### Jeunesse et formation
Greg Siamoa gravit les échelons du Western United, club de A-League, où il évolue avec les équipes de jeunes. Avec l'équipe espoirs, il inscrit 24 buts en 16 rencontres lors de la saison 2022.

### En club
En 2023, afin d'augmenter ses chances de jouer pour les Samoa, il rejoint le club de la National Premier Leagues Victoria, le Green Gully.
En 2024, il signe avec le Life FC, club de première division cambodgienne, en tant que première recrue internationale pour la saison 2024-2025 de la première division cambodgienne.

### En équipe nationale
Il joue le Championnat d'Océanie des moins de 19 ans 2022. Il joue sa première rencontre contre la Nouvelle-Calédonie. Titulaire, sa sélection perd 0-4. Le parcours des Samoa s’arrête en quarts de finale.
Avec les Samoa olympique, il participe au Tournoi pré-olympique de l'OFC 2023. Lors de ce tournoi, il fait ses débuts contre les Tonga. Titulaire, sa sélection gagne 3-0,,. Avec une victoire et deux défaites en phase de groupes, les Samoa ne passent pas l'écueil du premier tour. Ces résultats sont synonymes de non-qualification pour les Jeux olympiques de 2024.
En juin 2024, il figure dans la liste des 23 joueurs samoans retenus par Ryan Stewart pour participer à la Coupe d'Océanie 2024,,. Quelques jours plus tard, lors de cette compétition, il fait ses débuts contre Tahiti. Titulaire lors de cette rencontre, sa sélection s'incline 2-0,.